# 룸바 (청소기)

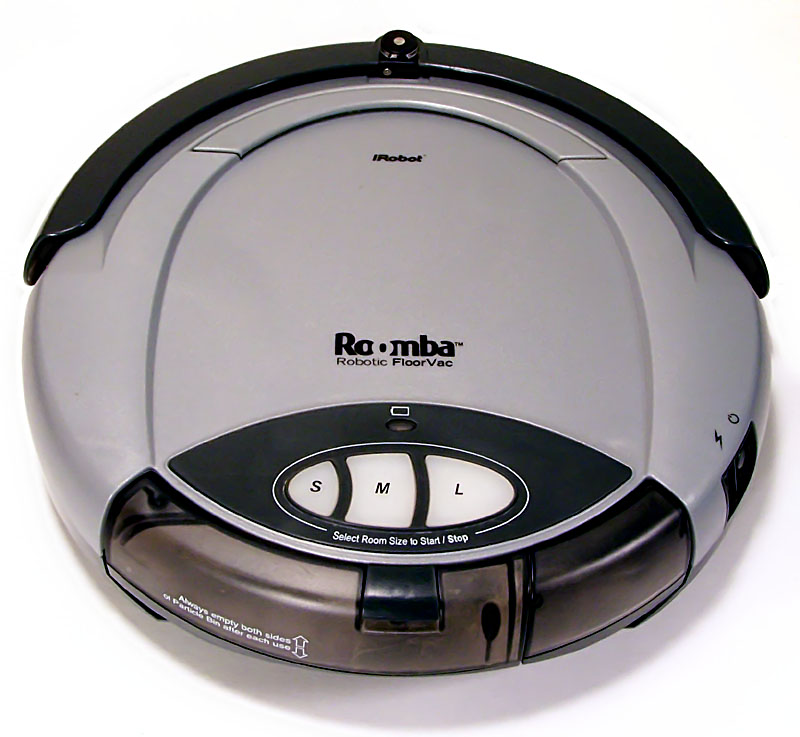
2002년의 오리지널 룸바

룸바(Roomba)는 iRobot사가 만든 자율형 로봇 청소기 시리즈이다. 2002년 9월에 도입된 이 장치에는 집의 바닥 면적을 탐색할 수 있는 센서 세트가 있다. 이 센서는 장애물, 특히 바닥의 더러운 부분과 가파른 낙하(예: 계단에서 떨어지는 것을 방지하기 위해) 등의 존재를 감지할 수 있다.
2022년 기준 iRobot은 600, i, j, Combo 및 s9 시리즈 모델을 판매하는 동시에 이전 시리즈에 대한 지원 및 액세서리를 계속 판매한다. 다양한 모델에는 엉킴 방지 브러시, 별도의 청소 용기, 더욱 강력해진 진공, 장애물 회피, 스마트폰 앱을 통해 표시되는 성능 지도 등 다양한 기능이 있다. 최신 고급 모델에는 온보드 매핑 및 내비게이션 소프트웨어와 함께 작동하여 모든 바닥 공간을 체계적으로 감시하고, 방에서 방으로 이동하고, 애완동물 배설물 및 충전 케이블과 같은 장애물을 피하고, 충전 기지 및 비콘을 찾는 카메라도 있다.
룸바에서는 일부 사용자 정의 기능과 재프로그래밍이 가능하다. 일부 모델의 부품은 상호 교환이 가능하므로 소유자는 기능을 혼합하고 일치시키거나 배터리 작동 시간을 연장하기 위해 다른 장치로 전환할 수 있다. 또한 일부 장치는 룸바 오픈 인터페이스와 함께 내장된 컴퓨터를 사용하여 보다 창의적인 작업을 수행하도록 조정할 수 있다.

## 같이 보기
- 가사지원 로봇
- 로봇 청소기
- 실내 위치 추적 서비스
- IRobot